# Salle des pas perdus
Une salle des pas perdus est un large vestibule ou hall communicant avec divers bureaux et autres salles d'un bâtiment ouvert au public : gare, hôtel de ville, palais de justice, etc.

## Historique
Le Dictionnaire de la langue française (1872-1877) d'Émile Littré donne comme origine de ce nom la « Grande salle qui précède ordinairement la chambre des audiences d'un tribunal, et où le public se promène ».
Une hypothèse — infondée — sur l'origine de ce nom serait, non la perte de temps liée à l'attente — faire des « pas perdus » en attendant un train ou un jugement —, mais un évènement historique qui s'est déroulé sous la Restauration : pendant le règne de Louis XVIII, en 1815, est élue une chambre des députés ultra-royaliste dite la « Chambre introuvable » ; devenue plus royaliste que le roi, celle-ci est dissoute par le gouvernement un an plus tard ; lors de l'élection suivante, certains députés sont réélus : ce sont « les pas perdus », par opposition à ceux non réélus « les perdus » ; ces députés réélus se réunissent dans une salle du palais Bourbon, appelée dès lors « salle des pas perdus ». Une version un peu différente voudrait que ce soient les députés non réélus, « les perdus », qui ne pouvant plus accéder à l'hémicycle du palais Bourbon, se seraient rassemblés dans une grande salle attenante, appelée « salle des perdus » et dont le nom se serait transformé ensuite en « salle des pas perdus ». Ces hypothèses anecdotiques sont évidemment controuvées, puisque l'expression « salle des pas perdus » était déjà utilisée au XVIIe siècle.
Pour les palais de justice, ce vaste espace au volume souvent imposant et haut de plafond constitue un lieu de transition entre le monde extérieur et l'espace judiciaire (la salle du tribunal). C'est souvent un des lieux les plus vivants du palais de justice, où les avocats et leurs clients s'entretiennent une dernière fois avant un procès, et où les différents protagonistes — avocats, accusés, témoins, etc. — d'une affaire judiciaire sont interviewés par les médias.  

## Galerie photographique

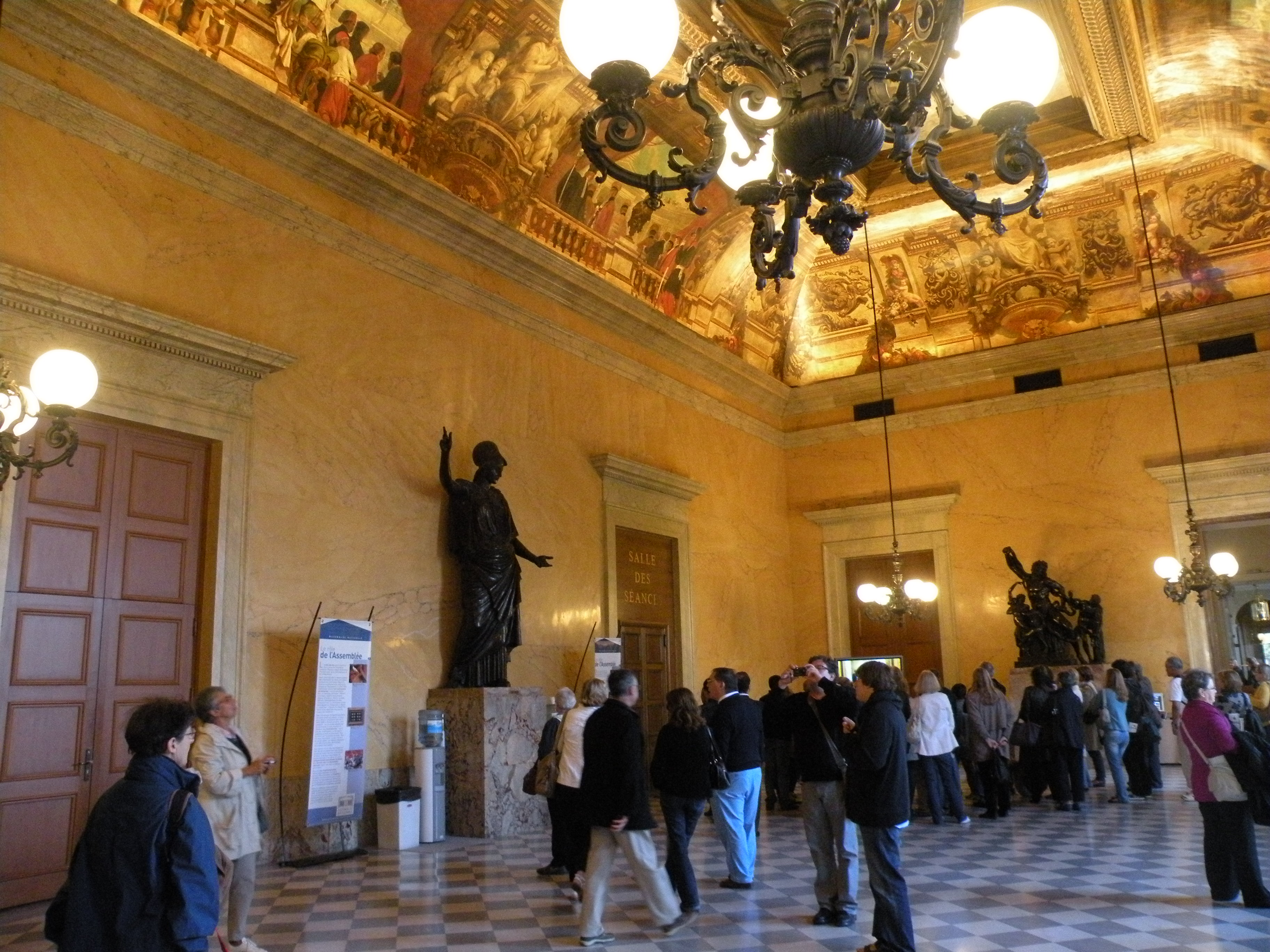
Salle des pas perdus du palais Bourbon (Assemblée nationale française).
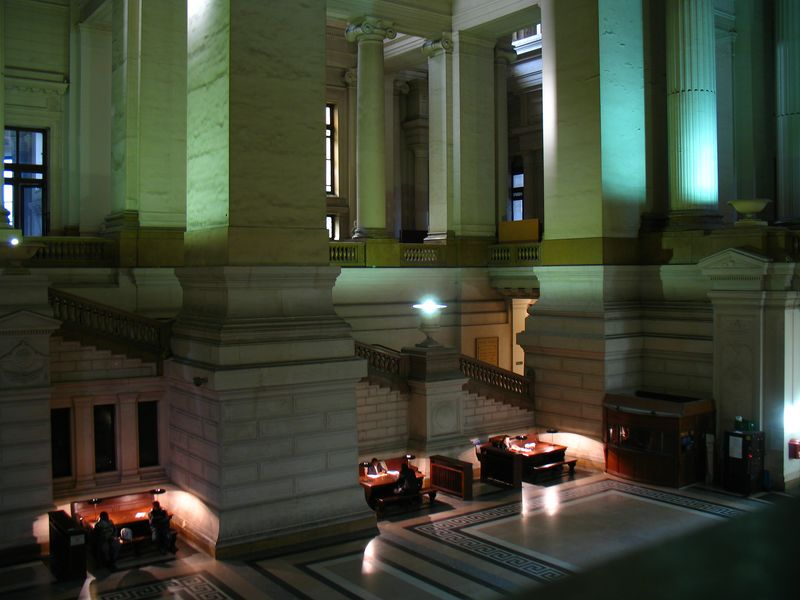
Salle des pas perdus du Palais de justice de Bruxelles.
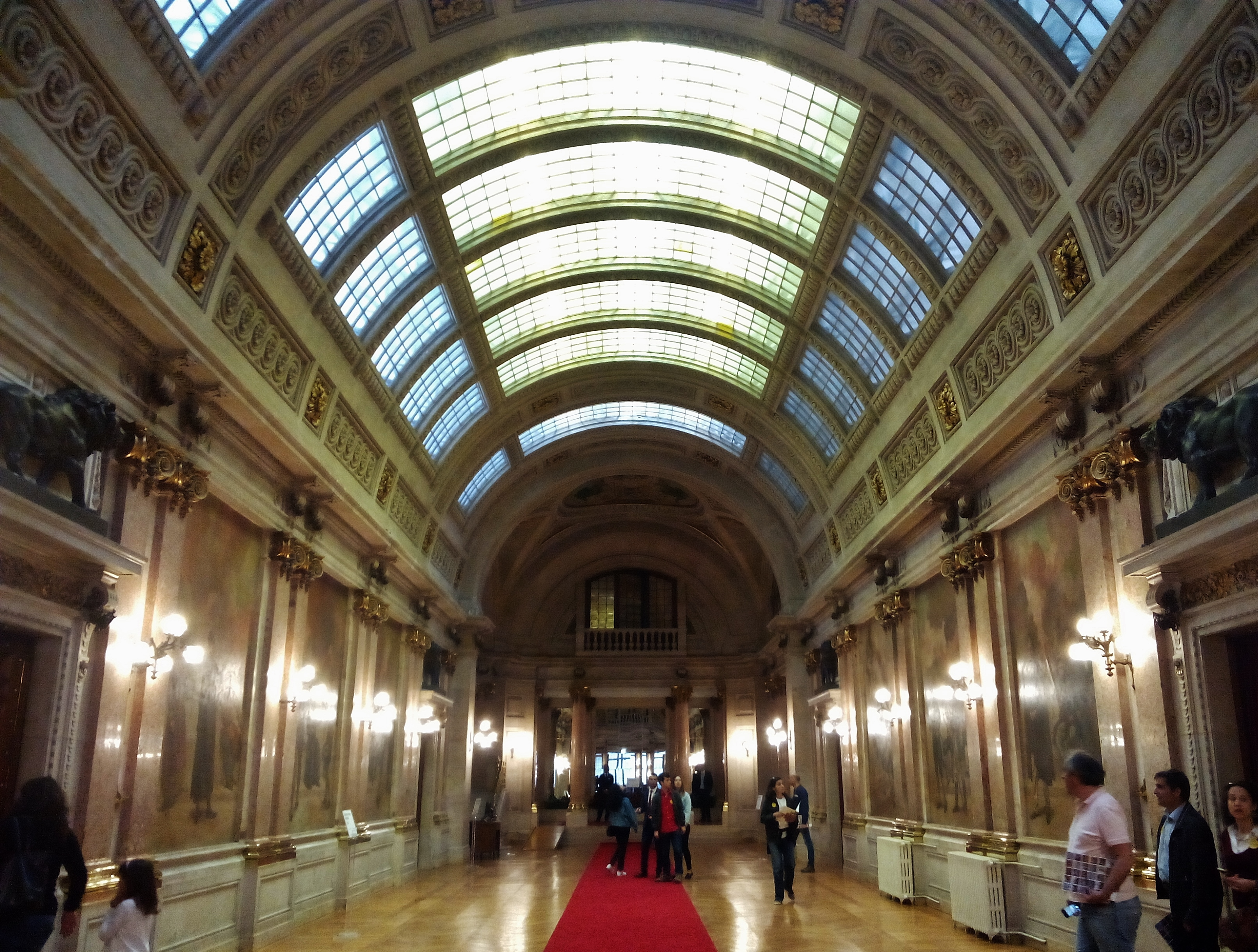
Salle des pas perdus du Palais de saint Benoît (Assemblée de la République portugaise).
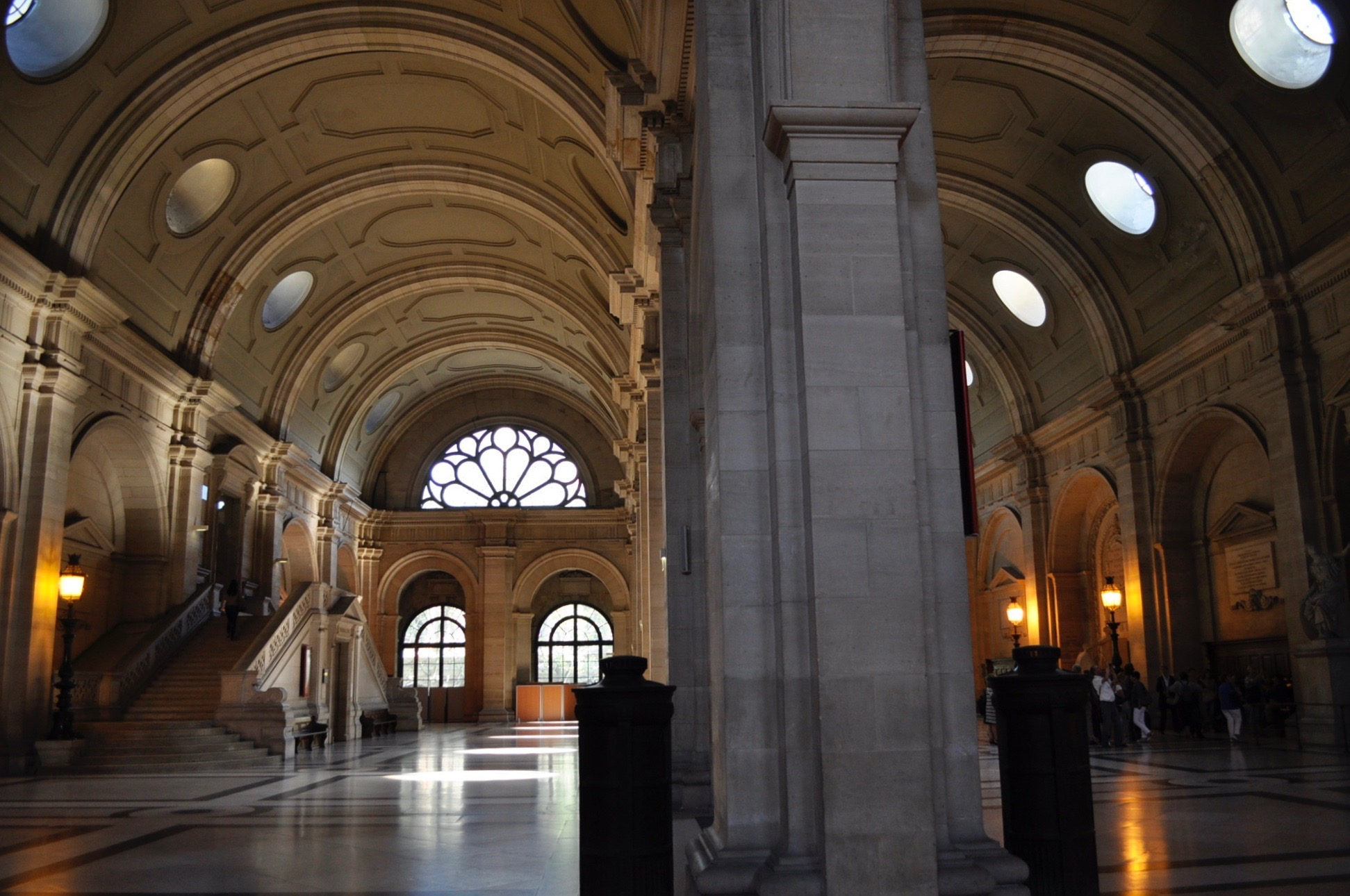
Salle des pas perdus du palais de justice de Paris.

## Titres d'œuvres
Le nom de salle des pas perdus a été repris dans : 
- une chanson de Maxime Le Forestier, La Salle des pas perdus (1983) ;
- Un roman en 2 tomes d'Armand Salacrou, Dans la salle des pas perdus (1982) ;
- un album de Coralie Clément, Salle des pas perdus (2001) ;
- un livre de Julia Billet, Salle des pas perdus (2003, Prix Marguerite-Audoux des collèges en 2006) ;
- une chorégraphie de Kader Belarbi, Salle des pas perdus (1997, recréée en 2010) ;
- une chanson de Rodrigo y Gabriela, La Salle des pas perdus (2014) ;
- Un roman de René Fallet, Les pas perdus (1954).